# Panzer Front
 (mars 2019).
Si vous disposez d'ouvrages ou d'articles de référence ou si vous connaissez des sites web de qualité traitant du thème abordé ici, merci de compléter l'article en donnant les références utiles à sa vérifiabilité et en les liant à la section « Notes et références ».
Panzer Front est un jeu vidéo de simulation de chars de combat développé par Enterbrain qui est sorti le 22 décembre 1999 sur PlayStation et Dreamcast. C'est le premier opus de la série Panzer Front.

## Descriptif
Le jeu permet de diriger un char de combat durant la Seconde Guerre mondiale. Le joueur incarne le chef de char ou le tireur. Panzer Front comporte vingt-cinq missions, avant le lancement de la partie, le joueur peut choisir sa faction ainsi que son char. 

### Campagne allemande
| Titre                          | Date            | Lieu                       | Bataille historique | Factions en présence          | Véhicule par défaut             |
| ------------------------------ | --------------- | -------------------------- | ------------------- | ----------------------------- | ------------------------------- |
| Entraînement #1                | 1er juin 1944   | Normandie                  | n.c                 | L'Allemagne et les États-Unis | Panzerkampfwagen IV             |
| Entraînement #2                | 22 juillet 1944 | Normandie                  | n.c                 | L'Allemagne et les États-Unis | n.c                             |
| H i l l 2 2 0 . 5              | 5 juillet 1943  | n.c                        | Opération Citadelle | L'Allemagne et l'URSS         | Sturmgeschütz III               |
| S w c h. O k t j a b r s k i j | 12 juillet 1943 | n.c                        | Opération Compass   | L'Allemagne et l'URSS         | Sturmgeschütz III               |
| H i l l 1 1 2                  | 10 juillet 1944 | Normandie                  | n.c                 | L'Allemagne et le Royaume-Uni | n.c                             |
| N 1 5 8 H I G H W A Y          | 8 août 1944     | Cintheaux, près de Falaise | [n.c                | L'Allemagne et les États-Unis | Panzerkampfwagen VI Tiger I     |
| S A C H S E N D O R F          | 23 mars 1945    | Sachsendorf, Allemagne     | n.c                 | L'Allemagne et l'URSS         | Panzerkampfwagen Tiger Ausf. B  |
| B E R L I N                    | 30 avril 1945   | Berlin, Allemagne          | n.c                 | L'Allemagne et l'URSS         | VK6600(h) Panzerkampfwagen E-79 |

### Campagne soviétique
| Titre                          | Date             | Lieu                             | Bataille historique | Factions en présence  | Véhicule par défaut |
| ------------------------------ | ---------------- | -------------------------------- | ------------------- | --------------------- | ------------------- |
| Entraînement #1                | été 1941         | Russie                           | n.c                 | L'Allemagne et l'URSS | T-34 mod. 1941      |
| S t r i k e A r m y            | 18 décembre 1941 | Russie                           | n.c                 | L'Allemagne et l'URSS | T-34 mod. 1941      |
| G a y t o l o v o              | 27 août 1942     | Gaytolovo, Saint-Pétersbourg     | n.c                 | L'Allemagne et l'URSS | T-34 mod. 1941      |
| SP O S E L O K N O.5           | 18 janvier 1943  | Posëlok, Arménie                 | n.c                 | L'Allemagne et l'URSS | T-34 mod. 1942      |
| S W C H. O K T J A B R S K I J | 12 juillet 1943  | n.c                              | n.c                 | L'Allemagne et l'URSS | T-34 mod. 1942      |
| J U N C T I O N                | 23 juillet 1943  | Voie ferrée de Mourmansk         | [n.c                | L'Allemagne et l'URSS | T-34 mod. 1942      |
| K R A S N O E S E R O          | 19 janvier 1944  | Krasnoïe Selo, Saint-Pétersbourg | n.c                 | L'Allemagne et l'URSS | SU-85               |

### Campagne américaine
| Titre            | Date             | Lieu                                         | Bataille historique | Factions en présence          | Véhicule par défaut |
| ---------------- | ---------------- | -------------------------------------------- | ------------------- | ----------------------------- | ------------------- |
| Entraînement #1  | décembre 1944    | Ardenne belge                                | n.c                 | L'Allemagne et les États-Unis | M4A1 (76)           |
| Entraînement #2  | 2 janvier 1945   | Ardenne belge                                | n.c                 | L'Allemagne et les États-Unis | M4A1 (76)           |
| St. Jean-de-Daye | 9 juillet 1944   | Saint-Jean-de-Daye, France                   | n.c                 | L'Allemagne et les États-Unis | M4A1 (76)           |
| Le Dezert        | 11 juillet 1944  | Le Dézert, Normandie                         | n.c                 | L'Allemagne et les États-Unis | M4                  |
| Argentan         | 15 août 1944     | Argentan, Normandie                          | n.c                 | L'Allemagne et les États-Unis | M4A1 (76)           |
| Poteau           | 18 décembre 1944 | route entre Vielsalm et Saint-Vith, Belgique | n.c                 | L'Allemagne et les États-Unis | M4                  |
| Saint-Vith       | 21 décembre 1944 | Saint-Vith, Belgique                         | n.c                 | L'Allemagne et les États-Unis | M4A1 (76)           |
| pont Ludendorff  | 7 mars 1945      | Remagen, Allemagne                           | n.c                 | L'Allemagne et les États-Unis | M4A1 (76)           |

## Blindés fictifs
Le jeu inclut six blindés fictifs, tous jouables.
| Appellation                        | VK6600(h) PanzerKampfwagen E-79 | Schnell Jagdpanzer SchKII Aureole | Short Bull | T69E3 | SU-122c                                                            | IS-152 |
| ---------------------------------- | --- | --- | --- | --- | ------------------------------------------------------------------ | --- |
| Pays                               | Reich allemand | Reich allemand | États-Unis | États-Unis | Drapeau de l'URSS                                                  | Drapeau de l'URSS |
| Type                               | char lourd | chasseur de chars | char super-lourd | chasseur de chars | chasseur de chars                                                  | char d'assaut |
| Équipage                           | 5 | 5 | 5 | 5 | 5                                                                  | 5 |
| Armement principal                 | 12,8 cm KwK 44 L/55 | 88 cm Kw.K. 43 L/100 | 105 mm T5E1 | 76 mm M1A1 | 122 mm D-25T                                                       | 152 mm ML-20C |
| Armement secondaire                | 7,92 mm MG 34 | 7,92 mm MG 34 | .50 cal M2 | .30 cal M1919A4 | 7.62 mm DT                                                         | 7.62 mm DT |
| Masse en ordre de combat           | 61 tonnes | 37 tonnes | 107,9 tonnes | 29,8 tonnes | 30 tonnes                                                          | 55,8 tonnes |
| Vitesse sur route                  | 35 km/h | 60 km/h | 38 km/h | 45 km/h | 50 km/h                                                            | 35 km/h |
| Longueur                           | 10,465 m | 9,592 m | 10,436 m | 6,055 m | 9,504 m                                                            | 7,81 m |
| Largeur                            | 3,71 m | 2,906 m | 5,509 m | 3,009 m | 3 m                                                                | 3,070 m |
| Hauteur                            | 2,345 m | 1,729 m | 4,147 m | 2,694 m | 2,252 m                                                            | 41,08 m |
| Blindage frontal tourelle/casemate | 200 mm à 15° (207,6 mm) | 200 mm à 68° (533,8 mm) | 203 mm | 114,3 mm à 30° (131,9 mm) | 55 mm à 50° (85,5 mm)                                              | 110 mm à 15° (113,8 mm) |
| Blindage latéral tourelle/casemate | 100 mm à 38° (126,9 mm) | 30 mm à 40° (46,6 mm) | 127 mm à 14° (130,8 mm) | 63,5 mm | 45 mm à 35° (54,9 mm)                                              | 70 mm à 5° (70,2 mm) |
| Blindage arrière tourelle/casemate | 80 mm à 57° (95,39 mm) | 25 mm à 40° (28,8 mm) | 101,6 mm à 27° (114 mm) | 50,8 mm à 70° (148,5 mm) | 45 mm à 48° (57,1 mm)                                              | 50 mm à 10° (50,7 mm) |
| Blindage avant de la caisse/glacis | 180 mm à 58° (339,6 mm) | 80 mm à 55° (139,4 mm) | 101,6 mm à 74° (368,6 mm) | 88,9 mm à 67° (96,5 mm) | 45 mm à 55° (78,4 mm)                                              | 120 mm à 60° (240 mm) |
| Blindage latéral caisse            | 80 mm à 14° (82,4 mm) | 25 mm | 76,2 mm à 10° (77,3 mm) | 63,5 mm à 31° (74 mm) | 45 mm                                                              | 90 mm à 15° (93,1 mm) |
| Blindage arrière caisse            | 80 mm à 32° (94,3 mm) | 30 mm à 60° (60 mm) | 50,8 mm à 28° (57,5 mm) | 50,8 mm à 30° (58,6 mm) | 45 mm à 45° (63,6 mm)                                              | 60 mm à 49° (91,4 mm) |
| Artiste                            | Mamoru Nagano | Michiaki Sato | Miyatake Kazuki | Ishizu Yasushi | Kotoshi Yamane                                                     | Yokoyama Hiroshi |
| Commentaire                        | La caisse est inspirée du projet E-75 mais elle est moins haute du fait que la transmission est montée à l'arrière. La tourelle rappelle vaguement celle du Tigre II mis à part ses flancs faisant penser aux surblindages de la tourelle du Léopard 1A1A1. | Le châssis fait penser à une version allongée du Jagdpanther mais avec un glacis plus profilé et un train de roulement différent. Le long canon peut être rétracté à l'intérieur de la casemate. La motorisation étant assurée par un turbomoteur de série GT 101. | L'architecture reprend celle du Merkava Mk. I mais avec un train de roulement identique à celui du char d'assaut super-lourd T28/T95. Le persiennage du compartiment moteur est semblable à celui du M48. La tourelle, avec ses postes rabaissés par rapport à l'armement de masque rappelle celle du prototype de char T54E2. | Le châssis est une version raccourcie du M4A1 avec une suspension HVSS, la tourelle semble être une version moulée de celle du M10 mais avec le blindage de toit du M36B2. | Très semblable au prototype SU-122P mais avec une casemate moulée. | Reprend le châssis de l'IS-2 mod. 1944, la tourelle moulée de forme ovoïde reprend la mitrailleuse montée à l'arrière gauche de la tourelle des chars lourd IS-1 et 2, le canon est dérivé du canon ML-20. |

## Panzer Front bis
Panzer Front bis est une version améliorée du jeu original sortie le 8 février 2001, uniquement au Japon. Le jeu intègre un éditeur de mission, dix blindés supplémentaires ainsi que dix missions uchroniques, se déroulant durant l'Opération Olympic.